# 寺石正路
寺石 正路（てらいし まさみち、1868年10月17日（慶應4年9月2日） - 1949年（昭和24年）12月23日）は、高知県の郷土史家。考古学者。作家。

## 来歴
- 1868年（慶應4年）9月2日、寺石可成、壽賀（すが）の嫡男として、現在の高知県高知市九反田に生まれる。
- 1880年（明治13年）高知九反田の海南私塾分校（後の県立高知小津高校）に学ぶ。1883年（明治16年）同校を卒業。
- 1884年（明治17年）東京の共立学校（後の開成中学・高校）に入学。
- 1885年（明治18年）東京大学予備門（旧制第一高等中学校の前身）へ進む。この時の前後の同窓生に夏目漱石、正岡子規、山田美妙、秋山真之、南方熊楠、本多光太郎などがいる。
- 1886年（明治19年）、病により帰郷。
- 1887年（明治20年）、東京大学予備門を中退する。
- 1888年（明治21年）、高知で佐川町英学会の講師となる。
- 高知の共立学校の英語教師となる[要検証 – ノート]。
- 1890年（明治23年）、高知県立尋常中学校の補欠教員となる。
- 1891年（明治24年）、高知の宿毛貝塚、愛媛の平城貝塚を発見し縄文文化の調査を行う。
- 1892年（明治25年）、母校の中学海南学校で地理・歴史科の嘱託教諭となる。
- 1893年（明治26年）、東京人類学会の地方委員に推薦される。
- その後、旧制高知高等学校の教諭となる。教え子には平尾道雄などがいた。
- 資料に基づく実証的な研究を行い郷土史家としてだけでなく、考古学・民俗学・人類学など幅広い分野での論文執筆を重ねた。
- 1926年（大正15年）、土佐史談会の会長を勤める。
- 1949年（昭和24年）12月23日老衰により逝去。享年82。墓は高知県高知市筆山にあり、平尾道雄が撰文をしている。

## 逸話
- 東京大学予備門を中退した直後、保養を兼ねて英学会講師として佐川村に滞在するが、そこで後の植物学者である牧野富太郎と出会う。寺石は25歳の牧野を「一見篤実真学者の態度を備えた人」と讃え、対談にて生物学研究の洗礼を受け、「此後又氏の感化に依て幾多の後進者を誘導・輩出するであらう」と、牧野を生んだ佐川の地に深い敬意を表した。後日、牧野から『東京人類学会雑誌』を数冊贈られ、内容の面白さに魅了されてた正路は、人類学や歴史学の研究にのめり込むようになったという[1]。

## 著書
- 『南学史』
- 『土佐人物伝』
- 『土佐遺聞録』、1897年
- 『土佐古跡巡遊録』、1898年
- 『食人風俗考』、1898年
- 『土佐に於ける菅公古伝』、1902年
- 『土佐名勝志』、1913年
- 『土佐偉人伝』、1914年
- 『南国遺事』、1916年
- 『維新土佐歴史』、1917年
- 『従五位大石円翁略伝』、1920年
- 『江藤新平ト土佐人』、1922年
- 『土佐古今ノ地震』、1923年
- 『戸次川合戦』、1924年
- 『長宗我部盛親』、1925年
- 『土佐史蹟巡遊』、1926年
- 『新撰史談琵琶歌』、1926年
- 『土佐名家系譜』（撰）、1942年
- 『土佐民間科学者伝』、1978年

## 家族
- 父：寺石可成
- 母：寺石壽賀
  - 本人：寺石正路
    - 長男：寺石直弘
    - 二男：寺石良弘

  - 弟：寺石直規

## 補注
1. ↑  （公財）高知県立歴史民俗資料館 編集・発行『岡豊風日 第119号』令和5年3月31日発行、p.6.